# Предивинск
Преди́винск — посёлок в Большемуртинском районе Красноярского края России. Административный центр Предивинского сельсовета.

## География
Посёлок находится на правом берегу Енисея; связь с левым берегом осуществляется паромной переправой. Левобережная пристань, находящаяся в селе, связана с Енисейским трактом автодорогой через село Российка.

## История
Постановлением ВЦИК от 01.06.1932 г. село при Предивинской баржестроительной верфи комсеверпути отнесено к категории рабочих поселков, с присвоением наименования Предивинск.
С 5 декабря 2013 года — посёлок.

## Население
| 1939  | 1959  | 1970  | 1979  | 1989  | 2002  | 2009  |
| ----- | ----- | ----- | ----- | ----- | ----- | ----- |
| 2721  | ↗2770 | ↗2955 | ↗3055 | ↘3035 | ↘2060 | ↘1689 |
| 2010  | 2012  | 2013  |       |       |       |       |
| ↘1631 | ↘1535 | ↘1521 |       |       |       |       |